# Rooney (Band)
Rooney ist eine fünfköpfige US-amerikanische Rockband aus Los Angeles.

## Bandgeschichte
Der Name der Band, die bei Geffen unter Vertrag steht, stammt von der Figur des "Principal Ed Rooney" aus dem Film Ferris macht blau.
Ihr Musikstil ist durch Reminiszenzen an die Musik der letzten 40 Jahre geprägt, oft werden Vergleiche mit The Beatles, The Cars oder Blur angestrengt. Weitere Einflüsse sind u. a. The Kinks, Ramones und The Doors. Die Band hat The Strokes, Weezer und Kelly Clarkson als Vorgruppe auf deren Touren begleitet.
2004 hatten sie in der Serie O.C., California einen Gastauftritt, ihr Lied „Blueside“ findet sich auf dem Soundtrack zu Tiger Woods PGA Tour 2004.
Das zweite Album Calling The World war in den Vereinigten Staaten für Oktober 2006 angekündigt, der Termin wurde jedoch auf Juni 2007 verschoben. In Deutschland wurde das Album am 28. September 2007 veröffentlicht. Während ihre Single When Did Your Heart Go Missing?, mit der sie auch in Deutschland Bekanntheit erlangten, Platz 17 der deutschen Single-Charts und Platz 1 der Airplay-Charts erreicht hatte, schaffte es das Album Calling the World nur auf Platz 94.

## Diskografie

### Alben
- Rooney (2003)
- Calling the World (2007)
- Eureka (2010)
- Washed Away (2016)

### EPs
- Deli Meats
- The Rooney Sampler
- Plug It In
- Mastedonia
- The Wild One

### Singles
- Blueside (2003)
- I’m Shakin’ (2004)
- Calling the World (2007)
- When Did Your Heart Go Missing (2007)
- Are You Afraid (2008)
- I Can’t Get Enough (2010)
- Second Chances (2017)

### Sampler- und Soundtrackbeiträge
- Metal Guru auf "Herbie: Fully Loaded Soundtrack"
- Sleep Song auf "The Chumscrubber" (2005)
- Death on Two Legs auf „Killer Queen: A Tribute to Queen“ (2005)
- Here Today, Gone Tomorrow auf „We're a Happy Family Ramones Tribute“ (2003)
- Merry X-Mas Everybody auf "The Year They Recalled Santa Claus" und "The O.C. Mix 3: Have a Very Merry Chrismukkah"